# Gynoplistia latibasalis
Gynoplistia latibasalis är en tvåvingeart som beskrevs av Alexander 1951. Gynoplistia latibasalis ingår i släktet Gynoplistia och familjen småharkrankar. Inga underarter finns listade i Catalogue of Life.